# گزینش
گزینش در ایران عبارت است از تحقیق، استعلام، آزمایش و مصاحبه با متقاضیان استخدام یا ورود به دانشگاه یا ادارات، که در نتیجه این تحقیقات و مصاحبه‌ها صلاحیت اخلاقی، اعتقادی و سیاسی متقاضی بررسی می‌شود و افرادی که حائز شرایط قانونی نباشند حذف می‌شوند.
در ایران قانونی به نام «قانون گزینش» وجود دارد و طبق ماده ۳ این قانون «ارکان گزینش» کشور عبارتند از: ۱- رئیس‌جمهور ۲- هیئت عالی گزینش ۳- هیأتهای مرکزی گزینش ۴- هسته‌های گزینش.

## قانون گزینش
پس از پیروزی انقلاب اسلامی در بهمن 1357 و پی‌ریزی نظام جمهوری اسلامی ایران معیارهای گزینش کارگزاران و کارکنان اجرایی کشور از جنبه ایجابی و سلبی تغییر اساسی یافت. بر این اساس اولین مصوبه قانونی پس از پیروزی انقلاب اسلامی ابتدا در شورای انقلاب در تاریخ ۱۳۵۸٫۶٫۷ لایحه قانونی مربوط به پاکسازی و ایجاد محیط مساعد برای رشد نهادهای انقلاب در وزارتخانه‌ها و دانشگاه‌ها و بانکها و مؤسسات و شرکتهای دولتی به تصویب رسید. همزمان نهاد گزینش کشور از همان ابتدای پیروزی انقلاب اسلامی در قالب هسته ها و هیات‌های گزینش با توجه به معیارهای فوق و عمدتا" در مواجه با نفوذ افراد دارای هویت‌های سیاسی و ایدئولوژیک متعارض با ارزش‌های انقلاب اسلامی آغاز گردید. بر اساس قانون گزینش کشور هر گونه ورود به دستگاه‌های دولتی واجرایی به صورت رسمی، غیررسمی ، غیرثابت اعم از روزمزد ، قراردادی ، پیمانی و عناوین مشابه در چهارچوب این قانون بوده و در هر صورت صدور احکام استخدامی تا مرحله قطعی اعم از رسمی یا ثابت با نظر گزینش می‌باشد. اصول متعدد حقوقی چون اصل حاکمیت قانون ، موازین و معیارهای حقوق بشری الحاقی جمهوری اسلامی ایران و مفاهیم بدیهی عدالت آیینی و رویه‌ای حکم می‌کند که حقوق اساسی و بنیادین و قانونی افراد که داوطلب یا شایسته ورود به خدمت در دستگاه‌های اجرایی می‌گردند تضییع نشده تضمینات لازم شکلی و ماهوی جهت پاسداری ، پایش و استیفا و جبران خسرات مادی و معنوی افراد فراهم گرددطبق قانون گزینش، افراد زیر باید گزینش شوند: داوطلبان ورود به خدمت اعم از رسمی، غیررسمی، پیمانی، قراردادی، روزمزدی و عناوین مشابه، مأمورینی که به صورت مأموریت ثابت به خارج از کشور اعزام می‌شوند، مأمورین در مشاغل حساس (از یک دستگاه به دستگاه دیگر مشمول قانون)، منتقلین در مشاغل حساس (از یک دستگاه به دستگاه دیگر مشمول قانون)، بورسیه‌ها (شرکت کنندگان در دوره‌های بلند مدت آموزشی)، داوطلبان مراکز آموزش عالی وابسته به دستگاه‌ها و مراکز تربیت معلم، کارکنان و معلمین مدارس غیرانتفاعی، داوطلبان دانشسراهای تربیت معلم، مأمورین و منتقلین سایر دستگاه‌ها برای مشاغل آموزشی و غیر آموزشی در وزارت آموزش و پرورش، کارکنان شرکت‌های طرف قرارداد دستگاه‌ها در انجام امور خدماتی (در مشاغل اداری، کارشناسی، آموزشی و حساس)
طبق ماده ۲ قانون گزینش، شرایط لازم از این قرار است:
- اعتقاد به دین مبین اسلام یا یکی از ادیان رسمی مصرح در قانون اساسی جمهوری اسلامی ایران
- التزام عملی به احکام اسلام
- اعتقاد و التزام به ولایت فقیه، نظام جمهوری اسلامی و قانون اساسی
- عدم اشتهار به فساد اخلاقی و تجاهر به فسق
- عدم سابقه وابستگی تشکیلاتی، هواداری از احزاب و سازمان‌ها و گروه‌هایی که غیرقانونی بودن آن‌ها از طرف مقامات صالحه اعلام شده یا می‌شود مگر آنکه توبه ایشان احراز شود.
- عدم سابقه محکومیت کیفری مؤثر
- عدم اعتیاد به مواد مخدر
- براساس تبصره ۱ این ماده اقلیتهای مذهبی مصرح در قانون اساسی (کلیمی، مسیحی و زرتشتی) از نظر اعتقادی و عملی با رعایت مقررات و قوانین مربوط، تابع شرایط خاص خود می‌باشند که در هر حال نباید متجاهر به نقض احکام اسلامی‌باشند.
- براساس تبصره ۲ این ماده و تبصره‌های ماده ۴ آیین‌نامه اجرائی قانون گزینش، در موارد کثرت تقاضا و محدودیت ظرفیت و همچنین جهت گزینش در مشاغل حساس و موارد خاص، ضابطه انتخاب اصلح ملاک خواهد بود.
- براساس تبصره ۳ این ماده تشخیص بند ۵ ضوابط عمومی به عهده وزارت اطلاعات و در سایر موارد به عهده هیئت عالی گزینش می‌باشد.

ماده ۴۳ آئین‌نامه اجرایی قانون گزینش:کلیه اطلاعات بدست آمده در مراحل مختلف گزینش به صورت محرمانه در پرونده گزینشی داوطلبان ثبت و ضبط می‌گردد و افشای آن مجاز نمی‌باشد و با متخلفین طبق مقررات مربوطه برخورد خواهد شد.
ماده ۳۵ آئین‌نامه اجرایی قانون گزینش:افرادی که بعد از ابلاغ قانون گزینش واجد شرایط عمومی یا انتخاب اصلح تشخیص داده نشوند و قبلاً اعتراض نموده‌اند می‌توانن حداکثر تا دوماه پس از ابلاغ این آئین‌نامه اعتراضیه خودرا تحویل نمایندکه در این صورت هیئت، مسئول رسیدگی به آن خواهد بود.
مسئول نظارت و هماهنگی در اجرای قانون گزینش و مقررات مربوطه در دستگاه‌های مشمول قانون می‌باشند و از جمله وظایف این هیئت‌ها تجدید نظر در مرحله دوم، ایجاد هسته‌های گزینش و بررسی و انتخاب و معرفی اعضای هسته هاو … می‌باشد. امور اجرایی هیئت مرکزی توسط دبیرخانه این هیئت که دارای یک مسئول و مستقر در حوزه ستادی دستگاه می‌باشد انجام می‌پذیرد.

## مراحل گزینش
به صورت کلی و خلاصه گزینش شامل مراحل زیر می باشد:

1- دعوت به هسته گزینش و تحویل مدارک و تکمیل فرم اطلاعات فردی
پس از موفقیت و پذیرش فرد در مرحله مصاحبه تخصصی و عمومی استخدام دستگاه های اجرایی ضمن اعلام مراتب به داوطلب، فرد می بایست جهت انجام مرحله گربنش با در دست داشتن مدارک اعلام شده به هسته گزینش مراجعه نماید.
2- انجام مصاحبه عقیدتی و سیاسی
مصاحبه عقیدتی و سیاسی در گزینش عموماً شامل سوال در خصوص مسائل روز ایران و منطقه و جهان، مسائل سیاسی، مسائل مربوط به واجبات دینی می شود.
3- انجام تحقیقات محلی
تحقیقات محلی عموماً شامل تحقیق از محل سکونت و یا محل کار قبلی و یا فعلی و یا دانشگاه و همچنین معرف های اعلام شده توسط فرد می شود.
4- اعلام نتایج گزینش
ماده 16: هیأت مرکزی گرینش موظف است حداکثر ظرف سه ماه از زمان دریافت مدارک و امکانات لازم از مراجع مربوطه ، امور گزینش افراد موضوع این قانون را قبل ازورود به انجام رسانده و نتایج را اعلام نماید

## انقلاب فرهنگی و گزینش استادان و دانشجویان
با وقوع انقلاب فرهنگی ایران تعداد زیادی از استادان دانشگاه و معلمان لیبرال یا دارای عقاید رادیکال شامل تعداد زیادی از استادان و معلمان زن اخراج یا به اجبار بازنشسته شدند. همچنین اخراج اساتیدی که دارای گرایش‌هایی به نظام سلطنتی بودند، محرومیت دانشجویان و محکوم کردن علنی بسیاری از فرهیختگان علمی و فرهنگی ایران و نیز تعطیلی دانشگاه‌ها به مدت ۳ سال از تبعات آن به‌شمار می‌رود. از زمان انقلاب فرهنگی سیستمی برای گزینش استادان برقرار شد. از آن زمان برای استخدام استادان دو گزینش جداگانه به وجود آمد. اولین گزینش، گزینشی علمی و دیگری گزینش عقیدتی و سیاسی بود. بر اساس آمار وزارت فرهنگ و آموزش عالی، در طی انقلاب فرهنگی حدود هشت هزار نفر از استادان دانشگاه‌ها که تقریباً نیمی از کل استادان دانشگاه در ایران می‌بودند از دانشگاه‌ها کنار گذاشته شدند.